# Julien Cazarre
Pour les articles homonymes, voir Cazarre.
Julien Cazarre, né le 5 novembre 1974 à Paris, est un humoriste et comédien français.

## Biographie

### Famille et formation
Julien Cazarre, est né le 5 novembre 1974 à Paris, fils unique de parents exerçant la profession d'agents de voyages. Sa mère est d'origine arménienne. Sa famille est originaire de Toulouse.
Renvoyé de plusieurs lycées, il passe son bac en candidat libre (section B/ES), qu'il obtient au bout de quatre tentatives. Il fait la connaissance de son futur complice Sébastien Thoen, alors qu'ils sont élèves en première au lycée Victor-Duruy dans le 7e arrondissement de Paris,.
Ensuite, il suit des études de lettres modernes. En 1996, il s'essaye au théâtre amateur à Meudon et découvre l'improvisation au sein de la L.I.S.A (Ligue d'Improvisation Sud Alto-Séquanaise) avec quelques camarades du lycée Rabelais de Meudon dont Pascal Rénéric et Thomas Séraphine.

### Canal+ (2002-2019)
En 2002, Julien Cazarre rejoint Canal+ où il collabore aux deux émissions produites par Karl Zéro, Le Vrai Journal et Le Journal des Bonnes Nouvelles présenté par Estelle Martin et Victor Robert. En 2004, il participe dans Défis et des garçons, avec la même équipe, composée de Sébastien Thoen, Patrice Mercier, Pierre Samuel, Pascal Rénéric et Thomas Séraphine sur la chaîne Comédie !, chaîne pour laquelle il dessinera le logo.
En 2005, il fait partie de l'équipe de l'émission humoristique Radio+. Il s'illustre dans de nombreux sketchs et apparaît naturellement comme le leader incontestable du groupe.
De septembre 2006 à 2012, il participe à l'émission humoristique Action discrète sur Canal+, aux côtés de Sébastien Thoen, Patrice Mercier, Pierre Samuel et Thomas Séraphine. Qui se compose de sketchs, de caméras cachées et de parodies.
À la rentrée 2013, il rejoint Stéphane Guy dans l'émission J+1, tous les lundis soirs à 23 h sur Canal+ Sport. De 2016 à 2019, l'émission est présentée par Nicolas Tourriol et diffusée le dimanche soir sur Canal+. Ses interventions applaudies dans le programme le révèle à un large public et lui confèrent une notoriété importante,.
En 2014, Il intègre le Canal Football Club avec 3 bonnes raisons de regarder, une rubrique composée de détournement d'images ; la chaîne et l'humoriste l'arrêtent en novembre.
En 2018, Julien Cazarre, Thomas Séraphine et Sébastien Thoen présentent les zozos migrateurs, une série de documentaires humoristiques diffusées sur Canal+ Décalé, où ils visitent plusieurs pays : Japon , Inde, Danemark, Argentine, États-Unis, Jamaïque.
Du 20 octobre 2018 au 22 juin 2019, il est chroniqueur dans l'émission Bonsoir !, un magazine de société présenté par Isabelle Ithurburu et programmé le samedi à 19 h 40 sur Canal+.
Le 28 octobre 2018, il commente le classico entre l'Olympique de Marseille et le Paris Saint-Germain aux côtés de Sébastien Thoen sur Canal+ Décalé. Encadrés de Laurent Weil, Cazarre et Thoen affichent respectivement leurs couleurs pour Paris et Marseille.
En 2019, les émissions J+1 et Bonsoir ! ne sont pas reconduites. Il quitte alors Canal+ pour faire son retour sur RMC.

### RMC (2010-2016 puis 2019-)
Le 12 avril 2010, il rejoint la radio RMC, où il tient une chronique dans l'After Foot avec Gilbert Brisbois et Daniel Riolo chaque lundi, le Conseil de Surveillance de l'After (CSA). Il y débriefe de manière humoristique l'émission et se fait connaître par des parodies consacrées au football.
En septembre 2010, on le retrouve aussi du lundi au jeudi, dans l'émission de Luis Fernandez, Luis attaque pour le répondeur à 16 h 5, 16 h 45, 17 h 5 et 17 h 45, depuis mai 2011, il anime une nouvelle rubrique le foot replay à 17 h 55. À la rentrée de 2011, Julien Cazarre n'est pas reconduit dans Luis Attaque.
À la rentrée 2014, il revient dans Luis attaque du lundi au jeudi.
Début 2015, Julien Cazarre rejoint l'équipe de Super Moscato Show en compagnie de Vincent Moscato et Éric Di Meco pour animer une chronique quotidienne. Il y présente chaque jour Le débat de la question pourrie.
Le 11 juillet 2016, alors que François Pesenti veut lui faire signer l'exclusivité avec le groupe Altice, il décide de quitter RMC et de poursuivre sa collaboration avec la chaîne cryptée.
À la rentrée 2019, il revient sur RMC et RMC Sport News pour participer à Team Duga de Christophe Dugarry du lundi au jeudi de 18 h à 20 h, ainsi qu'à l'After Foot tous les soirs à 21 h.
À la rentrée 2021, il n'intervient plus dans l'After Foot mais décroche une nouvelle chronique nommée Le Cazarre enchainé dans la quotidienne Rothen s'enflamme de Jérôme Rothen.

### Autres
En 2008, il participe à la série de Le coq sportif, Rugby or not to be, en compagnie de Frédéric Michalak, Jean-Pierre Rives et Sergio Parisse.
Durant l'été 2004, il rejoint France 2, où il collabore activement au magazine Les Hyènes, présentée par Caroline Diament.
Le 28 août 2011, Julien Cazarre intègre l'émission 100 % Foot sur M6, présentée par Vincent Couëffé, Éric Di Meco et Vikash Dhorasoo. En décembre, l'émission est supprimée de la grille des programmes de M6.
En 2012, Julien Cazarre est auteur et acteur principal du programme court Objectif Ligue 1, diffusé du lundi au jeudi à 19 h 45 sur beIN Sport
À la rentrée 2017, Julien Cazarre rejoint Europe 1 dans l'émission Y'a pas péno de Thomas Thouroude entre 17 h et 18 h où il anime la rubrique Interdit de Stade. En juin 2018, Europe 1 annonce que l'émission Y a pas péno n'est pas reconduite à la rentrée de septembre.
Depuis janvier 2019, Julien Cazarre anime un podcast hebdomadaire sur l'application TooGoal qui traite de l'actualité du football.

## Polémiques
En février 2010, les comédiens d'Action discrète proposent un sketch mettant en scène des faux militants de la liste « Tous pour le Languedoc-Roussillon », dans lequel il y avait des insultes envers des homosexuels, des handicapés, les communautés israélite et maghrébine[Selon qui ?]. Georges Frêche décide de saisir le Conseil supérieur de l'audiovisuel afin que les principes d'une campagne électorale digne soient fermement rappelés. Par ailleurs, une association de personnes handicapées, le collectif contre l'homophobie et la Lesbian and Gay pride de Montpellier ont déposé des plaintes contre Canal +[réf. nécessaire].
En février 2016, Le Canard enchaîné révèle que Julien Cazarre a porté plainte contre Cyril Hanouna, animateur de Touche pas à mon poste ! et Enora Malagré. D'après lui, les deux personnalités l'ont menacé de violences physiques. Quelques jours plus tard, il affirme : « C'est de l'histoire ancienne. Pour moi, c'est une affaire classée, on s'est parlé au téléphone et il a reconnu s'être un peu emporté. [...] Cette histoire est réglée. » Sa plainte a été classée sans suite par la justice.
Le 9 décembre 2020, lors d'un entretien sur Europe 1 avec Philippe Vandel faisant suite au licenciement de Sébastien Thoen, Gérald-Brice Viret, directeur général des antennes de Canal+ l'accuse sans le nommer de dénigrer le service des sports et la direction des sports de la chaîne Canal+. Julien Cazarre avait précédemment qualifié d'« énorme truffe » l'un des dirigeants du sport de la chaîne.

## Parodies musicales
Depuis août 2021, Julien Cazarre interprète ses parodies musicales dans l'émission Rothen s'enflamme.

## Filmographie

### Scénariste
- 2012 : Objectif Ligue 1 (Bein Sports) : José, le coach

### Acteur

#### Télévision
- 2007 : Cabine 1005 (Canal+, censuré) : le mythomane
- 2012 : Objectif Ligue 1 (Bein Sports) : José, le coach
- 2016 : Commissariat central (M6) : le préfet

#### Cinéma
- 2015 : Toute première fois : l'ex-patron d'Adna

#### Courts-métrages
- 2011 : Un an et un jour de Julien Suaudeau
- 2006 : Voie d'eau de Matthieu-David Cournot : un gangster

### Bandes dessinées
- Footage de gueule (avec Jack Domon), Hugo Sport, 2016
- I want to foot you (avec Jack Domon), Hugo Sport, 2017

Préface
- Jack Domon, Trash de vie, Michel Lafon, 2018

### Livres
- Mais c'est pas possible ?! PSG : le meilleur du pire (avec Antoine Grynbaum), Amphora, 2021
- Coupe du monde, 50 ans de style et de ballon rond (avec Thibaut Soulcié), Michel Lafont, 2021